# Porocottus allisi
Porocottus allisi är en fiskart som först beskrevs av Jordan och Starks, 1904.  Porocottus allisi ingår i släktet Porocottus och familjen simpor. Inga underarter finns listade i Catalogue of Life.